# Cosmoderus femoralis
Cosmoderus femoralis — вид прямокрылых насекомых семейства настоящих кузнечиков.

## Ареал
Камерун.

## Описание
у Cosmoderus femoralis девять тергитов на опистосоме, а тергиты груди срослись в единый щит, окаймлённый коническими шипам. Конечности покрыты коническими шипами. Круглая голова снабжена усами, почти достигающими заднего конца тела. Окраска разнообразна: голова оранжевая, усы полосатые, грудь обычно зелёная или красно-коричневая с дорсальной стороны и чёрная с латеральных сторон, но на дорсальной поверхности могут быть чёрные пятна, брюшко с дорсальной стороны чёрное в мелких светлых крапинках, а сверху красно-бурое, чёрное или зелёное, ноги зелёные с чёрными точками и красными коническими шипами.

## Содержание в неволе
Cosmoderus femoralis может питаться в неволе яблоками, огурцами и мучными червями, также хорошо добавлять в рацион мёртвых насекомых. Оптимальная температура — минус-27 градусов по Цельсию, а влажность — 75%.